# Massimo Rossi (doppiatore)
Massimo Rossi (Roma, 3 dicembre 1955) è un doppiatore e direttore del doppiaggio italiano.

## Biografia
È noto soprattutto per essere il doppiatore degli attori Sean Penn dal film Bad Boys in poi, Charlie Sheen da Wall Street in poi e nella sitcom Due uomini e mezzo, Kiefer Sutherland nei ruoli di Jack Bauer e Martin Bohm nelle serie televisive 24 e Touch e in molti dei suoi film, John Schneider in Smallville, Alec Baldwin in 30 Rock, James Belushi nel ruolo di Jim nella sitcom La vita secondo Jim, Henry Ian Cusick nel ruolo di Desmond Hume in Lost, Christopher Meloni nel ruolo del detective Elliot Stabler nella serie televisiva Law & Order - Unità vittime speciali e Ray Romano nel ruolo di Ray Barone in Tutti amano Raymond.
Nel 2014 si è cimentato nel doppiaggio di Riggan Thomson (Michael Keaton) e del suo alter ego che dà il nome al film: Birdman, pellicola vincitrice di quattro premi Oscar; è interessante notare come la sua prestazione del personaggio fumettistico di Birdman ricordi molto quella di Rorschach in Watchmen, film doppiato da lui anni prima. Ha doppiato il personaggio del Generale Grievous nel terzo episodio della saga di Guerre stellari e nella serie animata Star Wars: The Clone Wars e di Frank Martin (Jason Statham) nella saga di The Transporter. Da non dimenticare il doppiaggio di Michael Corleone (Al Pacino) nel ridoppiaggio dei primi due capitoli della saga cinematografica de Il padrino.
Famoso anche per l'interpretazione del gatto con gli stivali in Shrek 2; in passato ad inizio carriera fu doppiatore di vari personaggi di anime giapponesi, tra cui Goemon Ishikawa XIII in Le nuove avventure di Lupin III, Terence nell'anime Candy Candy, Kento Tate nell'anime Daltanious, del personaggio di André Grandier nell'anime Lady Oscar e Joe Shimamura alias 009 in Cyborg 009. Tra gli altri attori doppiati Antonio Banderas, Dennis Quaid, Chris Penn, Billy Crystal, Tom Hanks, Ray Liotta, John Ritter, Miguel Bosé, Bruce Willis, John Cena, Jean-Claude Van Damme, Andy García. Dal 2014 è il nuovo doppiatore di Ridge Forrester in Beautiful sostituendo quella di Fabrizio Pucci dopo il recast del personaggio.
Nel 2015 è diventato la nuova voce di Phil Dunphy, interpretato da Ty Burrell, nella sitcom Modern Family, in sostituzione dello scomparso Gaetano Varcasia.

## Vita privata
Fratello maggiore dei doppiatori Riccardo Rossi ed Emanuela Rossi e cugino dei doppiatori Laura Boccanera e Fabio Boccanera, è sposato con l'assistente al doppiaggio Sabina Montanarella e ha due figli, la doppiatrice Valentina Rossi e il fonico Gianandrea Rossi.

## Doppiaggio

### Film
- Sean Penn in Bad Boys, Il gioco del falco, A distanza ravvicinata, Shanghai Surprise, Colors - Colori di guerra, Stato di grazia, Carlito's Way, Dead Man Walking - Condannato a morte, She's So Lovely - Così carina, The Game - Nessuna regola, La sottile linea rossa, Bugie, baci, bambole & bastardi, Accordi e disaccordi, Una notte per decidere, Il mistero dell'acqua, Mi chiamo Sam, Essere John Malkovich, Mystic River, 21 grammi, The Assassination, Dogtown and Z-Boys, The Interpreter, Tutti gli uomini del re, Disastro a Hollywood, Milk, Fair Game - Caccia alla spia, The Tree of Life, This Must Be the Place, Gangster Squad, I sogni segreti di Walter Mitty, The Gunman, Il professore e il pazzo, Licorice Pizza, Una vita in fuga, Una notte a New York, Una battaglia dopo l'altra
- Charlie Sheen in Wall Street, Otto uomini fuori, Uomini al passo, La montagna del coraggio, La recluta, Navy Seals - Pagati per morire, Il giallo del bidone giallo, Hot Shots!, Hot Shots! 2, Palle in canna, I tre moschettieri, Traffico di diamanti, Codice criminale, Sesso e fuga con l'ostaggio, Major League - La rivincita, Shadow Program - Programma segreto, The Arrival, Posta del cuore, Brivido biondo, Scary Movie 3 - Una risata vi seppellirà, Scary Movie 4, Wall Street - Il denaro non dorme mai, Scary Movie V, Machete Kills
- Paul Giamatti in Sideways - In viaggio con Jack, Lady in the Water, Shoot 'Em Up - Spara o muori!, Pretty Bird - La vera storia del Jet Pack!, The Last Station, La versione di Barney, Una notte da leoni 2, Ironclad, Mosse vincenti, Le idi di marzo, Rock of Ages, Cosmopolis, 12 anni schiavo, Saving Mr. Banks, The Amazing Spider-Man 2 - Il potere di Electro, San Andreas, Straight Outta Compton, Love & Mercy, San Andreas, Morgan, Private Life, Jungle Cruise
- Kiefer Sutherland in Terra promessa, Flashback, Articolo 99, The Vanishing - Scomparsa, Young Guns - Giovani pistole, Uomini spietati, Break Up - Punto di rottura, La prima vittima, Fight for Freedom, In linea con l'assassino, Identità violate, The Sentinel - Il traditore al tuo fianco, Riflessi di paura, Melancholia, Il fondamentalista riluttante, Zoolander 2, The Contractor, Giurato numero 2
- Dennis Quaid in Genitori in trappola, A cena da amici, Un sogno, una vittoria, Oscure presenze a Cold Creek, Alamo - Gli ultimi eroi, In Good Company, American Dreamz, G.I. Joe - La nascita dei Cobra, Legion, Pandorum - L'universo parallelo, Footloose, Soul Surfer, The Words, Che cosa aspettarsi quando si aspetta, Quello che so sull'amore, Qua la zampa!, Kin, L'intruso, Midway, Qua la zampa 2 - Un amico è per sempre, Sulle ali della speranza, The Substance
- Jean-Claude Van Damme in Kickboxer - Il nuovo guerriero, Senza tregua, The Legionary - Fuga all'inferno, The Replicant, The Order, Derailed - Punto d'impatto, I nuovi eroi (ridoppiaggio)
- Antonio Banderas in Spy Kids, Spy Kids 2 - L'isola dei sogni perduti, Missione 3D - Game Over, Frida, C'era una volta in Messico, Incontrerai l'uomo dei tuoi sogni, Ruby Sparks, Black Butterfly, Gun Shy - Eroe per caso, Dolittle, Come ti ammazzo il bodyguard 2 - La moglie del sicario, Babygirl
- Robert Carlyle in Plunkett & Macleane, Go Now, La canzone di Carla, Il mondo non basta, The Beach, Jimmy Grimble, 28 settimane dopo
- Ray Liotta in Qualcosa di travolgente, Svalvolati on the road, Ricomincio da zero, Segui il tuo cuore, Cogan - Killing Them Softly, Come un tuono, La regola del gioco, Hannibal, No Sudden Move, Hubie Halloween, Cocainorso
- Jackie Chan in The Myth - Il risveglio di un eroe, Rob-B-Hood, La vendetta del dragone, Operazione Spy Sitter, Twin Dragons, Shaolin, Dragon Blade - La battaglia degli imperi
- Bruce Willis in Faccia a faccia, Sin City, Il mondo dei replicanti, Looper, Fire with Fire, Sin City - Una donna per cui uccidere, Vice
- Aaron Eckhart in La promessa, Thank You for Smoking, The Black Dahlia, Sapori e dissapori, Il cavaliere oscuro, The Expatriate, Incarnate - Non potrai nasconderti
- Martin Donovan in Ritratto di signora, Onegin, Insomnia, Il messaggero - The Haunting in Connecticut, Silent Hill: Revelation 3D, Vizio di forma, Tenet, The Apprentice - Alle origini di Trump
- Tim Robbins in Allucinazione perversa, Cadillac Man - Mister occasionissima, Prêt-à-porter, Zathura - Un'avventura spaziale, The Lucky Ones - Un viaggio inaspettato
- Dolph Lundgren in L'ultimo dei Templari, Giorni di fuoco, Il ponte del dragone, Detention, Direct Action
- Alec Baldwin in L'agguato - Ghosts from the Past, L'uomo dal doppio passato, Hollywood, Vermont., Il gatto... e il cappello matto, È complicato, AmeriQua
- Chiwetel Ejiofor in Piccoli affari sporchi, Melinda e Melinda, Kinky Boots - Decisamente diversi, Sopravvissuto - The Martian, Doctor Strange, Maria Maddalena, Doctor Strange nel Multiverso della Follia
- Rob Schneider in Gigolò per sbaglio, Deuce Bigalow - Puttano in saldo, Hot Chick - Una bionda esplosiva, Cocco di nonna, The Ridiculous 6, Sandy Wexler
- Michael Keaton in Sfida per la vittoria, Herbie - Il super Maggiolino, RoboCop, Birdman
- Jason Statham in The Transporter, Transporter: Extreme, Transporter 3, Death Race, Blitz
- Chow Yun-Fat in A Better Tomorrow, A Better Tomorrow II, Hard Boiled (versioni TV), Anna and the King
- Robert Downey Jr. in Al di là di tutti i limiti, Air America (entrambi i doppiaggi), Shaggy Dog - Papà che abbaia... non morde, Le regole del gioco
- Aidan Quinn in Cercasi Susan disperatamente, Il racconto dell'ancella, La vittoria di Luke - The 5th Quarter, Unknown - Senza identità
- Val Kilmer in Hard Cash, Blind Horizon - Attacco al potere, Déjà vu - Corsa contro il tempo, Bulletproof Man
- Andy García in Gli occhi del delitto, City Island, Across the Line, Linea nemica - 5 Days of War, Book Club - Tutto può succedere, My Dinner with Hervé, Il padre della sposa - Matrimonio a Miami, Book Club - Il capitolo successivo, I mercenari 4 - Expendables
- Colin Firth in L'ultima legione, Quando tutto cambia, St. Trinian's, Main Street - L'uomo del futuro
- Christopher Meloni in Wet Hot American Summer, Diario di una teenager, Io sono vendetta - I Am Wrath
- Campbell Scott in Scelta d'amore - La storia di Hilary e Victor, The Innocent, Guardo, ci penso e nasco, Jurassic World - Il dominio
- Marton Csokas in Le crociate - Kingdom of Heaven, Alice in Wonderland, L'albero
- Dermot Mulroney in Abduction - Riprenditi la tua vita, Jobs, Sleepless - Il giustiziere
- Tim Roth in I nuovi eroi, L'incredibile Hulk, Funny Games
- Ruben Santiago-Hudson in L'avvocato del diavolo, Unico testimone, Mr. Brooks
- Rhys Ifans in Little Nicky - Un diavolo a Manhattan, C'era una volta in Inghilterra, Piovuto dal cielo
- Greg Kinnear in Imbattibile, Fast Food Nation, Thin Ice - Tre uomini e una truffa
- John Cusack in Alta fedeltà, Partnerperfetto.com, The Butler - Un maggiordomo alla Casa Bianca
- Billy Crystal in Terapia e pallottole, Un boss sotto stress, Small Apartments
- Djimon Hounsou in Il gladiatore, In America - Il sogno che non c'era, Biker Boyz
- Dan Monahan in Porky's - Questi pazzi pazzi porcelloni!, Porky's II - Il giorno dopo, Porky's III - La rivincita!
- Tom Hanks in Big, Ladykillers
- Jason Patric in Narc - Analisi di un delitto, Nella valle di Elah
- Tate Donovan in Memphis Belle, Nancy Drew
- Bill Pullman in Ignition - Dieci secondi alla fine, Lola Versus
- Daniel Craig in Lara Croft: Tomb Raider, Infamous - Una pessima reputazione
- David Morse in Rapimento e riscatto, World War Z
- Rob Lowe in L'ombra del nemico, Masquerade
- Alfred Molina in Luther - Genio, ribelle, liberatore, La Pantera Rosa 2
- Vincent D'Onofrio in Il mondo intero, Sinister, Chained
- John Ritter in Lama tagliente, Babbo bastardo
- Dwayne Johnson in Il Re Scorpione, Reno 911!: Miami
- Jon Lovitz in Criminali da strapazzo, La donna perfetta
- Kim Coates in Thoughtcrimes - Nella mente del crimine, Nine Lives
- Loren Dean in Nemico pubblico, Mumford
- David Duchovny in Orchidea selvaggia 3, Crimine d'amore
- Robert Carradine in Clarence - La vita è sempre meravigliosa, Lizzie McGuire - Da liceale a pop star
- Rick Moranis ne La piccola bottega degli orrori, Il grande bullo
- Christian Clavier in Asterix e Obelix - Missione Cleopatra, L'antidoto, Un figlio all'improvviso
- Stephen Baldwin in Poliziotto speciale, La faccia violenta della legge, Il tesoro perduto, Fallout
- Pascal Greggory in L'albero, il sindaco e la mediateca, La vie en rose
- Jim Belushi in Capodanno a New York, Thunderstruck - Un talento fulminante
- Albert Dupontel in Un po' per caso, un po' per desiderio, Parigi
- François Cluzet in Non dirlo a nessuno, Piccole bugie tra amici
- Guy Henry in Harry Potter e i Doni della Morte - Parte 1, Harry Potter e i Doni della Morte - Parte 2
- Shawn Roberts in Resident Evil: Afterlife, Resident Evil: Retribution e Resident Evil: The Final Chapter
- Al Pacino nei ridoppiaggi de Il padrino e Il padrino - Parte II
- Demián Bichir: in Per una vita migliore e Godzilla vs. Kong
- Jafar Panahi in Taxi Teheran e Tre volti
- Brendan Coyle in Downton Abbey, Downton Abbey II - Una nuova era
- Leland Orser in Daredevil
- Ron Livingston in L'incredibile vita di Timothy Green
- Keanu Reeves in Le relazioni pericolose
- Jackie Earle Haley in Watchmen
- Ludacris in Max Payne
- Jon Favreau in Chef - La ricetta perfetta
- Sean Bean in Death Race 2
- Fisher Stevens in Corto circuito
- Anthony LaPaglia in Il giorno del camaleonte
- Orlando Jones in Dimmi che non è vero
- Taye Diggs in Brown Sugar
- Mark Benton in Complicità e sospetti
- Naveen Andrews in Diana - La storia segreta di Lady D
- LL Cool J in Ogni maledetta domenica
- Strphen Graham in Sacro e profano
- Tim McGraw in The Blind Side
- Cuba Gooding Jr. in End Game
- Brett Cullen in Monte Carlo
- Bono in Across the Universe
- Viggo Mortensen in Psycho
- Michael Nouri in The Terminal
- David Aaron Baker in Fuori controllo
- Chris Penn in Le iene
- Matthew Wood in Star Wars - Episodio III - La vendetta dei Sith
- Manuel Bandera in Bambola
- Chris Eigeman in La frode
- Nick Offerman in Smashed
- Robert Patrick in Bagliori nel buio
- Emilio Estevez in Occhio al testimone
- Michael J. Fox in Blue in the Face
- Peter Gallagher in Summer Lovers
- Matthew Modine in Bamboozled
- Mark Strong in Nessuna verità, Murder Mystery 2
- Mark Camacho in X-Men - Giorni di un futuro passato
- Malik Yoba in Cop Land
- Patrick Kake in Le cronache di Narnia - Il leone, la strega e l'armadio
- Steve Zahn in Dallas Buyers Club
- Paul Rae in Non aprite quella porta 3D
- Dominic West in Mona Lisa Smile
- Neil Pearson in Il diario di Bridget Jones
- Kevin Pollak in I soliti sospetti
- Christian McKay in Il violinista del diavolo
- Steven Waddington in 1492 - La conquista del paradiso
- Keith Allen in The Others
- Rusty Jacobs in C'era una volta in America
- Zach Galifianakis in Heartbreakers - Vizio di famiglia
- Joe Grifasi in Il cacciatore
- Kevin Anderson in A letto con il nemico
- Ian Hart in Neverland - Un sogno per la vita
- Neal McDonough in Red 2
- Paresh Rawal in King Uncle, Aar Ya Paar
- Bill Irwin in Il Grinch
- Clive Owen in Words and Pictures
- Tony Danza in Darby Harper - Consulenza fantasmi
- David Strickland in Piovuta dal cielo
- Stéphane Freiss in La puttana del re
- Gilles Cohen in Come sono diventato un supereroe
- Peter Gerety in La maledizione dello scorpione di giada
- Craig Anton in Supercuccioli a Natale - Alla ricerca di Zampa Natale
- Cornell John in Le cronache di Narnia - Il principe Caspian
- Benicio del Toro in Reptile
- Richard Dreyfuss in Lo squalo (ridoppiaggio)
- Jürgen Vogel in L'onda
- Kōji Yakusho in Perfect Days
- Daniel Auteuil in La misura del dubbio

### Film TV
- Fritz Karl in Un avvocato per papà
- The Miz in Presa mortale 5 - Scontro letale

### Film d'animazione
- Meriadoc in Il Signore degli Anelli
- Farad in Millennia, la regina dei mille anni
- Capitan Harlock in Galaxy Express 999 - The Movie
- Porky Pig in Looney, Looney, Looney Bugs Bunny Movie
- Ross Sylibus in Armitage III: Poly-Matrix, Armitage III: Dual-Matrix
- 009 in Cyborg 009 - La leggenda della supergalassia
- Tarzan in Tarzan e Tarzan & Jane
- Il colonnello in Spirit - Cavallo selvaggio
- Il Gatto Con Gli Stivali in Shrek 2
- Joe in Lilli e il vagabondo II - Il cucciolo ribelle
- Giuda Ben-Hur in Ben Hur
- Ariete di Dall 2 in Koda, fratello orso
- Sean Penn in Team America: World Police
- Benny in Uno zoo in fuga
- Lo spaccalegna in Cappuccetto Rosso e gli insoliti sospetti
- Le Ranocchiò in Giù per il tubo
- Bud da giovane in I Robinson - Una famiglia spaziale
- Big Z/Geek in Surf's Up - I re delle onde
- Sanson Carrasco in Donkey Xote
- Boaz Rein-Buskila in Valzer con Bashir
- Raistlin Majere in Dragonlance
- Boron in Il regno di Ga'Hoole - La leggenda dei guardiani
- Ralph Spaccatutto in Ralph Spaccatutto e Ralph spacca Internet
- Alistair Krei in Big Hero 6
- Drek in Ratchet & Clank
- Maurice in Vita da giungla alla riscossa! Il film
- Theodore Templeton "Baby Boss" in Baby Boss e Baby Boss 2 - Affari di famiglia
- Blinky Galadrigal in Trollhunters - L'ascesa dei Titani
- Ed in Boog & Elliot 4 - Il mistero della foresta

### Serie televisive
- Adrian Zmed in T.J.Hooker
- Christopher Meloni in Law & Order - Unità vittime speciali, Law & Order - Il verdetto, Law & Order: Organized Crime, True Blood, Wet Hot American Summer: First Day of Camp, Wet Hot American Summer: Ten Years Later, Happy!, Pose
- Kiefer Sutherland in 24, Touch, The Confession, 24: Redemption, 24: Live Another Day, Designated Survivor, The First Lady, Rabbit Hole
- Ray Romano in Tutti amano Raymond, Hannah Montana, Parenthood, Vinyl
- Ray Liotta in Young Sheldon, Shades of Blue, Black Bird
- John Ritter in Scrubs - Medici ai primi ferri, 8 semplici regole
- Dylan McDermott in The Practice, American Horror Story
- Ricardo Antonio Chavira in Desperate Housewives, Scandal
- Jim Belushi in La vita secondo Jim, The Defenders, Capodanno a New York
- Henry Ian Cusick in Lost, Body of Proof
- Stephekn Graham in Bodies, Adolescence
- Jeremy Northam in Miami Medical
- Thorsten Kaye in Beautiful
- Linwood Boomer in La casa nella prateria (st. 5-7)
- Paul Giamatti in Billions
- Rob Lowe in The West Wing
- Ryan Hurst in Sons of Anarchy
- Gene Anthony Ray in Saranno famosi
- Charlie Sheen in Due uomini e mezzo
- John Schneider in Smallville
- Benito Martinez in The Shield
- Paul Schulze in The Closer
- Anson Williams in Happy Days (3° voce)
- Fernando Cayo in La casa di carta
- Shea Whigham in Boardwalk Empire - L'impero del crimine
- Ramon Tikaram in My Spy Family
- Christoph M. Orth in Hamburg Distretto 21
- James Purefoy in The Following
- Jean Luc Reichmann in Leo Mattei - Unità Speciale
- Alec Baldwin in 30 Rock
- Martin Donovan in Weeds
- Philip Glenister in Ashes To Ashes
- Larry Wilcox in CHiPs
- Travis Riker in X-Files (st. 9-09, 10, 10-01)
- Ty Burrell in Modern Family (st. 6-11)
- Eugene Levy in Schitt's Creek
- Henry Thomas in The Haunting
- Louis Ferreira in Andromeda
- Billy Burke in Rizzoli & Isles
- Donal Logue in Gotham
- Paul Blackthorne in Arrow
- Burn Gorman in Forever
- Leland Orser in Ray Donovan
- Tyle Dyle in Madam Secretary
- Neil Dudgeon in L'ispettore Barnaby
- Christopher Buchholz in Uomo contro uomo
- Brendan Coyle in Downton Abbey
- William McInnes in NCIS: Sydney
- Tim Roth in She-Hulk: Attorney at Law
- Hamish in Pets
- Moreno Borja in Cent'anni di solitudine
- César Troncoso in L'Eternauta

### Telenovelas
- Lauro Corona in Dancin' Days
- Guillermo Capetillo in Rosa selvaggia
- Thorsten Kaye in Beautiful

### Serie animate
- Goemon Ishikawa XIII in Le nuove avventure di Lupin III
- Terence Granchester in Candy Candy
- Celi in Lulù l'angelo tra i fiori
- Tadashi Daiwa in Capitan Harlock
- Pete Richardson in Gaiking il robot guerriero
- Happius Festus in S.P.Q.R. - Sembrano Proprio Quasi Romani
- Dan e Anthony in Sam il ragazzo del West
- Sig. Harvey in Julie rosa di bosco
- Tarzan in La leggenda di Tarzan
- Thomas "Tom" Lancaster DuBois in The Boondocks
- Generale Grievous in Star Wars: The Clone Wars e LEGO Star Wars: Le cronache di Yoda
- André Grandier in Lady Oscar
- Joe Shimamura in Cyborg 009
- Giancarlo in Jane e Micci
- Philip in Il fedele Patrash
- Kento in Daltanious
- Ryu in Ryu, il ragazzo delle caverne
- Maggiore Shia in Gundam (primo doppiaggio)
- Padre di Lightning in A tutto reality - La vendetta dell'isola
- Dott. J. Loren Pryor, Jack Crowley e Akira in I Simpson[1]
- Curt Connors in The Spectacular Spider-Man
- Frank Russo in The Looney Tunes Show
- Maurice in Vita da giungla: alla riscossa!
- Blinky in Trollhunters - I racconti di Arcadia, 3 in mezzo a noi - I racconti di Arcadia
- Ryo Saeba in City Hunter (st. 3-4)
- Baby Boss in Baby Boss - Di nuovo in affari
- Mike Pence in Our Cartoon President
- Hayato Jin in Getter Robot e Getter Robot G
- Hamish in Pets

### Videogiochi
- Goemon Ishikawa XIII in Le avventure di Lupin III: Il tesoro del Re Stregone e Le avventure di Lupin III: Lupin la morte, Zenigata l'amore
- Ariete di Dall #2 in Koda, fratello orso
- Ralph Spaccatutto in Disney Infinity
- Jack Bauer e Voce intr. episodi in 24: The Game[2]
- Guybrush Threepwood in Fuga da Monkey Island[3]
- Lewis Dogson in Jurassic World Evolution 2: Dominion Blosyn Expansion[4]

## Filmografia
- L'anniversario, regia di Mario Orfini (1999)